# Anthophila
Anthophila is een geslacht van vlinders uit de familie van de glittermotten (Choreutidae) en de onderfamilie Choreutinae.

## Soorten
- A. abhasica Danilevsky, 1969
- A. achyrodes Meyrick, 1912
- A. aegyptiaca Zeller, 1867
- A. albertiana (Stoll, 1781)
- A. albifascialis (Marumo, 1923)
- A. albipes Felder, 1875
- A. amethystodes (Meyrick, 1914)
- A. angulosa Diakonoff, 1967
- A. anthorma Meyrick, 1912
- A. antichlora Meyrick, 1912
- A. arcigera Felder, 1875
- A. argoxantha (Meyrick, 1934)
- A. armata Danilevsky, 1970
- A. atrosignata Christoph, 1888
- A. basalis Felder, 1875
- A. brachymorpha (Meyrick, 1915)
- A. cinctipes Felder, 1875
- A. colchica Danilevsky, 1970
- A. collapsa (Meyrick, 1934)
- A. cothurnata Meyrick, 1912
- A. cyanotoxa Meyrick, 1907
- A. chalcotoxa Meyrick, 1886
- A. chelaspis (Meyrick, 1929)
- A. chi (Durrant, 1916)
- A. decolorana Danilevsky, 1970
- A. diana (Hübner, 1822)
- A. dichlora Meyrick, 1912
- A. diplogramma Meyrick, 1912
- A. dischides Diakonoff, 1978
- A. dryodora (Meyrick, 1921)
- A. emplecta (Turner, 1942)
- A. entechna (Meyrick, 1920)
- A. equatoris (Walsingham, 1897)
- A. euclista (Meyrick, 1918)
- A. eumetra Meyrick, 1912
- A. fabriciana (Linnaeus, 1767) - brandnetelmotje
- A. felis (Walsingham, 1914)
- A. filipjevi Danilevsky, 1970
- A. flavimaculata (Walsingham, 1891)
- A. fulminea Meyrick, 1912
- A. gradella (Walsingham, 1914)
- A. gratiosa Meyrick, 1911
- A. halimora Meyrick, 1912
- A. holachryma Meyrick, 1912
- A. houttuinalis Cramer, 1782
- A. hyligenes Butler, 1870
- A. ialeura (Meyrick, 1912)
- A. immarginata (Walsingham, 1914)
- A. inscriptana Snellen, 1875
- A. irimochla (Meyrick, 1921)
- A. irridens (Meyrick, 1921)
- A. itriodes Meyrick, 1912
- A. japonica Zeller, 1877
- A. kincaidella Busck, 1904
- A. kochiensis (Matsumura, 1931)
- A. laciniosella (Busck, 1914)
- A. latarniki Guillermet, 2010
- A. lethaea Meyrick, 1912
- A. limonias Meyrick, 1907
- A. ludifica (Meyrick, 1914)
- A. lutescens Felder, 1875
- A. lygaeopa (Turner, 1923)
- A. massaicae Agassiz, 2008
- A. melanopepla Meyrick, 1880

- A. melophaga (Meyrick, 1931)
- A. metallica Turner, 1898
- A. milliaria (Meyrick, 1922)
- A. moiwana (Matsumura, 1931)
- A. montana (Danilevsky & Kuznetzov, 1973)
- A. multiferalis (Walker, 1865)
- A. musicosema (Meyrick, 1926)
- A. nemorana (Hübner, 1799)
- A. niphocrypta (Meyrick, 1930)
- A. novarae Felder, 1875
- A. nubicincta (Meyrick, 1938)
- A. obarata (Meyrick, 1921)
- A. ophiodesma (Meyrick, 1915)
- A. ophiosema Lower, 1896
- A. optica (Meyrick, 1921)
- A. oreina Diakonoff, 1979
- A. orinympha (Meyrick, 1926)
- A. ornaticornis Walsingham, 1900
- A. orthogona Meyrick, 1886
- A. pariana Clerck, 1796
- A. parva Pagenstecher, 1884
- A. pelargodes (Meyrick, 1921)
- A. piepersiana Snellen, 1885
- A. plectodes (Meyrick, 1921)
- A. plumbealis Pagenstecher, 1884
- A. porphyratma (Meyrick, 1930)
- A. psilachyra Meyrick, 1912
- A. pyrrhoclista (Meyrick, 1922)
- A. quincyella Legrand, 1965
- A. regularis Pagenstecher, 1884
- A. sandaracina Meyrick, 1907
- A. scenophora (Meyrick, 1922)
- A. semicincta (Meyrick, 1921)
- A. stereocrossa (Meyrick, 1921)
- A. strepsidesma Meyrick, 1912
- A. streptatma (Meyrick, 1938)
- A. submarginalis Walker, 1865
- A. sycopola Meyrick, 1880
- A. taprobanes Zeller, 1877
- A. threnodes (Walsingham, 1910)
- A. tigroides (Meyrick, 1921)
- A. tomicodes (Meyrick, 1930)
- A. topitis (Durrant, 1916)
- A. torridula (Meyrick, 1926)
- A. traicmias (Meyrick, 1927)
- A. tricyanitis (Meyrick, 1925)
- A. trogalia Meyrick, 1912
- A. turilega (Meyrick, 1924)
- A. ussuriensis (Danilevsky & Kuznetzov, 1973)
- A. vicarialis Zeller, 1875
- A. xanthogramma Meyrick, 1912
- A. xutholopa (Walsingham, 1914)
- A. yakushimensis (Marumo, 1923)